# Sofía Oria
Sofía Oria (Madrid, 8 de junio de 2002) es una actriz española conocida por interpretar a Carmencita en la película ganadora del Goya a la mejor película Blancanieves (2012) y a Carmen en la serie Gigantes (2018-2019), de Movistar+.

## Biografía
Sofía Oria nació el 8 de junio de 2002 en Madrid (España). Realizó clases de interpretación con Nuria Soler y tras cumplir sus estudios de bachillerato, comenzó a estudiar Psicología y Criminología.

## Trayectoria
Poco después de cumplir diez años, participó en la película ganadora del Goya a la mejor película Blancanieves en 2012, interpretando a Carmencita. Ese mismo año también participó en la película Invasor, dirigida por Daniel Calparsoro. En 2015 se unió al elenco de la superproducción de Telecinco Las aventuras del Capitán Alatriste, que se rodó en 2013 y donde interpretó a Dorotea. Tras unos años de parón para dedicarse a los estudios, continuó su carrera en el mundo de la interpretación de la mano de la serie de Movistar+ Gigantes, en 2018.
En 2020 participó con un papel secundario en Caronte, donde interpretó a Irene y en Mentiras, donde tuvo el papel de Amal. Un año más tarde, interpretó a Reina en la serie de Movistar+ Libertad. Además, estrenó la película Mamá o papá, junto a Paco León y Miren Ibarguren, dirigida con Dani de la Orden. También se anunció su papel protagónico para la película ¡Mamá está en las redes!, dirigida por Daniela Fejerman.

## Filmografía

### Cine
| Año  | Título          | Personaje  | Director          |
| ---- | --------------- | ---------- | ----------------- |
| 2012 | Blancanieves    | Carmencita | Pablo Berger      |
| 2012 | Invasor         | Pilar      | Daniel Calparsoro |
| 2021 | Mamá o papá     | Alexia     | Dani de la Orden  |
| 2022 | Mamá no enRedes | Milena     | Daniela Fejerman  |

### Televisión
| Año         | Título                              | Personaje       | Canal                     | Notas                                    |
| ----------- | ----------------------------------- | --------------- | ------------------------- | ---------------------------------------- |
| 2015        | Las aventuras del Capitán Alatriste | Dorotea         | Telecinco                 | Elenco recurrente; 9 episodios           |
| 2018 - 2019 | Gigantes                            | Carmen Guerrero | Movistar+                 | Elenco principal; 11 episodios           |
| 2020        | Caronte                             | Irene           | Amazon Prime Video        | Elenco recurrente; 8 episodios           |
| 2020        | Mentiras                            | Amal Maalouf    | Atresplayer               | Elenco recurrente; 6 episodios           |
| 2021        | Libertad                            | Reina           | Movistar+                 | Elenco principal; 5 episodios            |
| 2022        | Historias para no dormir            | Carolina        | Amazon Prime Video y La 2 | Elenco principal (miniserie); 1 episodio |